# Kristin Thorleifsdóttir
Kristin Thorleifsdóttir (født 13 januar 1998) er en svensk håndboldspiller, som spiller for Randers HK og Sveriges kvindehåndboldlandshold.